# ФК АПОП
ФК АПОП (на гръцки: Α.Π.Ο.Π, съкратено от - Αθλητικός Ποδοσφαιρικός Ομιλος Πέγειας, Атлитикос Подосфаирикос Омилос Пейяс) е професионален футболен клуб от село Пейя, община Пафос. Цветовете на отбора са жълто и синьо.

## История
ФК АПОП е основан през 2003 г. след обединение на местните АПОП Пейяс и Кинирас Емпас. Новият отбор започва от Кипърска трета дивизия и веднага печели промоция. На следващата година спечелва и втора дивизия, но се задържа само 1 сезон в елита и изпада. В следващите години се състезава в първа дивизия. Печели Купа на Кипъркупата на страната през 2009 г. и участва в Лига Европа. През 2011 г. изпада във втора дивизия, а на следващата година е изхвърлен в четвърта дивизия от кипърската футболна федерация и УЕФА. Поради големите си задължения, тима е разформирован.

## Успехи
- Кипърска Втора Дивизия: 2

2005, 2007
- Купа на Кипър: 1

2009

## Участия в ЕКТ
Лига Европа:
| Сезон   | Кръг       | Страна | Отбор         | Домакин | Гост | Общ резултат |
| ------- | ---------- | ------ | ------------- | ------- | ---- | ------------ |
| 2009–10 | трети кръг |        | Рапид (Виена) | 2–2     | 1–2  | 3–4          |

## Бивши български футболисти
- Росен Кирилов: 2007/08 - (22 мача - 0 гола)